# Frank Cuhel
 Frank Josef Cuhel  (ur. 23 września 1904 w Cedar Rapids, zm. 22 lutego 1943 w okolicach Lizbony) – amerykański lekkoatleta (płotkarz), wicemistrz olimpijski z 1928.
Podczas mistrzostwa Stanów Zjednoczonych (AAU) w 1928, które były również eliminacjami przedolimpijskimi, zajął 2. miejsce w biegu na 400 metrów przez płotki za Morganem Taylorem, który ustanowił wówczas rekord świata czasem 52,0. Czas Cuhela wyniósł 52,1 s i był również lepszy od dotychczasowego rekordu świata.
Na igrzyskach olimpijskich w 1928 w Amsterdamie Cuhel zdobył srebrny medal w biegu na 400 metrów przez płotki (za Brytyjczykiem Davidem Burghleyem, a przez Morganem Taylorem).
Oprócz wicemistrzostwa w biegu na 400 metrów przez płotki w 1928 Cuhel był również mistrzem USA (AAU) w biegu na 200 metrów przez płotki, a także akademickim mistrzem USA (NCAA) na 220 jardów przez płotki w tym samym roku.
Po zakończeniu igrzysk pracował jako przedstawiciel handlowy firm holenderskich w Stanach Zjednoczonych. Później przebywał na Jawie, gdzie po wybuchu II wojny światowej został korespondentem wojennym. Opuścił Jawę na kilka godzin przed inwazją Japonii.
Frank Cuhel zginął w katastrofie Boeinga 314 Yankee Clipper 22 lutego 1943 w okolicach Lizbony. Samolot przy podchodzeniu do wodowania rozbił się w rzece Tag. W tej samej katastrofie ranna została Jane Froman.
Statek typu Liberty SS Frank J. Cuhel został nazwany na jego cześć w 1944.